# Herbert Janssen
Herbert Janssen (ur. 22 września 1892 w Kolonii, zm. 3 czerwca 1965 w Nowym Jorku) – amerykański śpiewak operowy pochodzenia niemieckiego, baryton.

## Życiorys
Urodził się w osiadłej w Kolonii rodzinie szwedzkiej. W trakcie I wojny światowej służył w wojsku, dochodząc do stopnia oficerskiego. Początkowo studiował prawo na Uniwersytecie Berlińskim, dopiero później zdecydował się na rozpoczęcie kariery wokalnej. Śpiewu uczył się u Oskara Daniela. Debiutował w 1922 roku na deskach berlińskiej Staatsoper Unter den Linden w operze Franza Schrekera Schatzgäber. W latach 1926–1939 regularnie występował w Covent Garden Theatre w Londynie. W 1930 roku jako Wolfram w Tannhäuserze pod batutą Arturo Toscaniniego wystąpił na festiwalu w Bayreuth, gdzie później powracał corocznie do 1937 roku. Gościnnie śpiewał w Opéra de Paris, Operze Wiedeńskiej i Teatro Liceo w Barcelonie.
W 1937 roku z powodów politycznych opuścił III Rzeszę i wyjechał do Austrii, skąd po Anschlussie wyemigrował do Stanów Zjednoczonych. W latach 1939–1952 występował w nowojorskiej Metropolitan Opera. W 1946 roku uzyskał obywatelstwo amerykańskie. W 1952 roku zakończył karierę sceniczną i poświęcił się pracy pedagogicznej.
Specjalizował się w rolach wagnerowskich, występował jako Wolfram w Tannhäuserze, Kothner w Śpiewakach norymberskich, Amfortas w Parsifalu, Gorwenal w Tristanie i Izoldzie, Gunther w Zmierzchu bogów. W Metropolitan Opera podjął się także występów w rolach Wotana w Walkirii i Hansa Sachsa w Śpiewakach norymberskich, których wykonywanie przekraczało jednakże jego możliwości głosowe.